# 丰南站 (河北省)
丰南站是一个津山铁路上的铁路车站，位于河北省唐山市丰南区丰南镇，建于1996年，目前为四等站，邮政编码为063300。目前客运：办理旅客乘降；不办理行李、包裹托运；不办理货运营业。